# Little America (Antarktis)

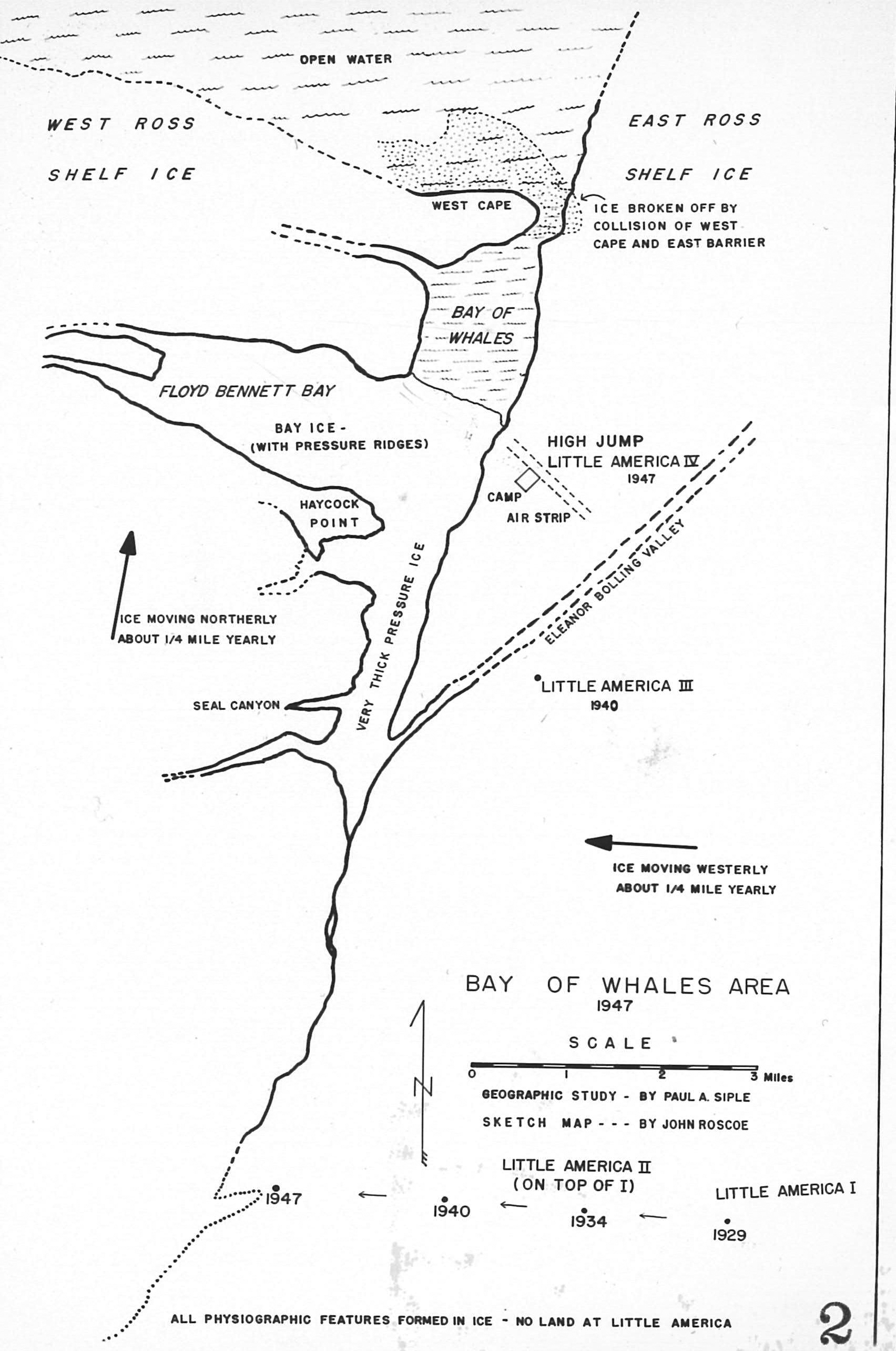
Karte von 1947 mit den Stationen I bis IV und der Bucht der Wale im Norden

Little America I bis V waren im Zeitraum von 1928 bis 1958 bestehende US-amerikanische Stationen auf dem Ross-Schelfeis im antarktischen Rossmeer. Die erste Station wurde im Rahmen der ersten Antarktisexpedition (1928–1930) des US-amerikanischen Polarforschers Richard Evelyn Byrd errichtet. Weitere entstanden bei Byrds zweiter Expedition (1933–1935), als Westbasis der United States Antarctic Service Expedition (1939–1941), bei der Operation Highjump (1946–1947) und bei der ersten Operation Deep Freeze (1955–1956). Die Forschungsbasen sind Namensgeber für das Little America Basin, ein Seebecken unweit der Bay of Whales.

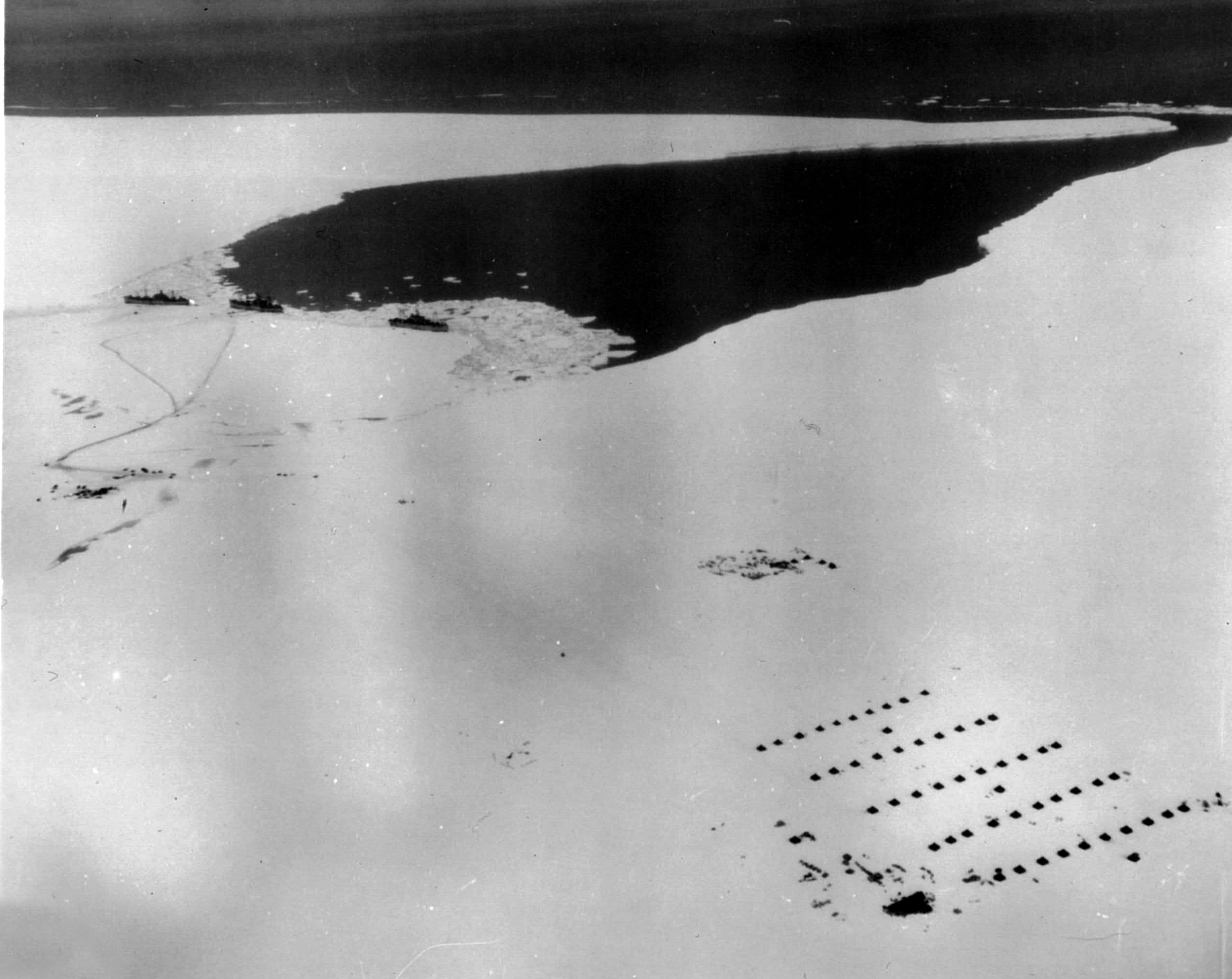
Luftaufnahme der Bucht der Wale mit Little America IV (südlicher Sommer 1946–47)
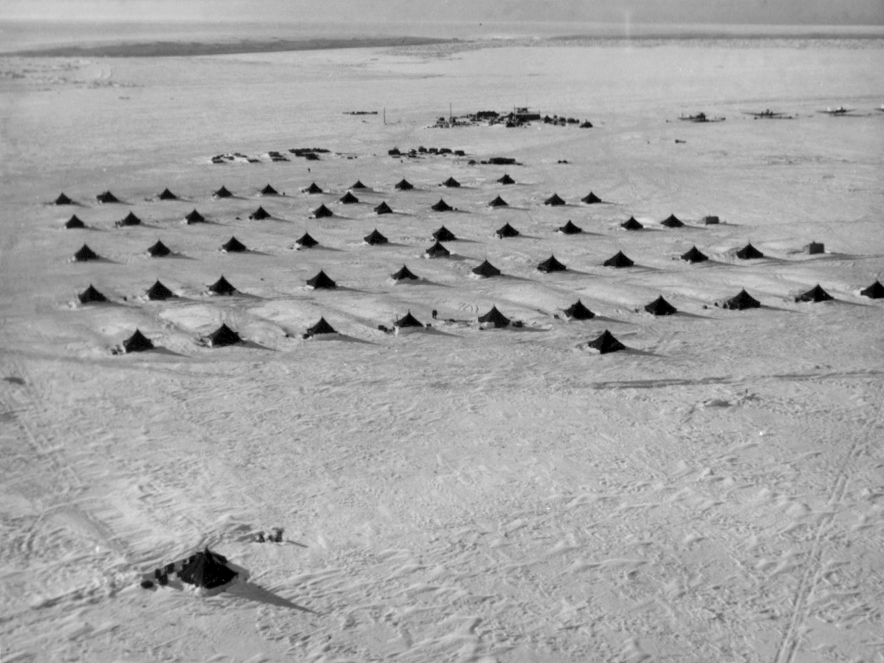
Little America IV (ca. 1947)
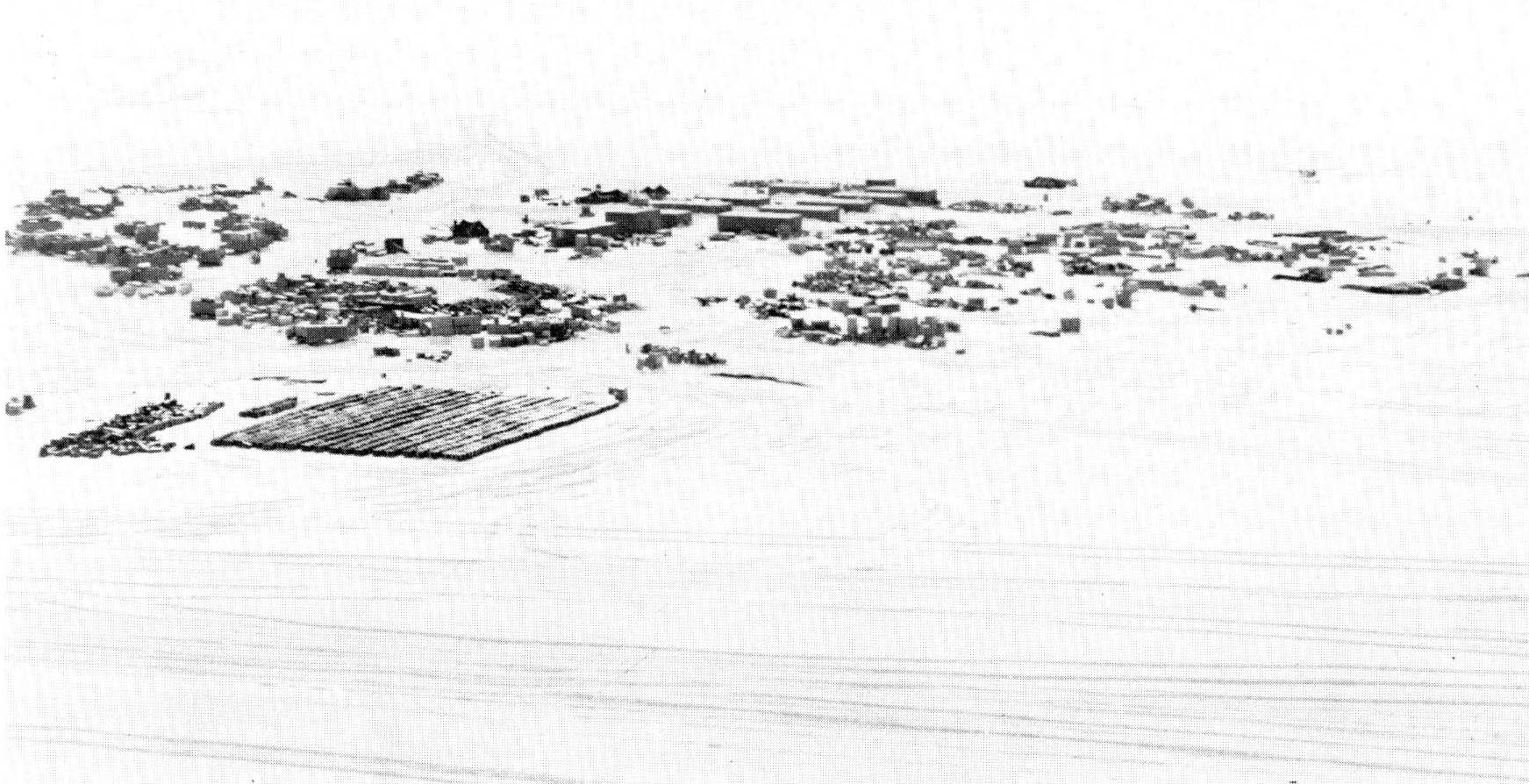
Luftaufnahme von Little America V (1956)